# Kutakan
Kutakan (in armeno Կուտական?, fino al 1968 Janahmed) è un comune dell'Armenia di 261 abitanti (2009) della provincia di Gegharkunik.